# Залив Пржевальского
Зали́в Пржева́льского (также Джергала́нский) — залив в восточной части озера Иссык-Куль в Кыргызстана. По гидрологическому типу относится к бухтам. В залив впадает несколько рек: Джергалан, Каракол и Ирдык. Площадь поверхности — 39 км².
Назван в честь российского путешественника и исследователя Азии — Николая Михайловича Пржевальского. У впадения Каракола в залив располагаются посёлок Пристань-Пржевальск и мемориальный музей Н. М. Пржевальского.
В западной части залива на его южном берегу расположена российская испытательная военно-морская база.